# Monsieur Homais
Monsieur Homais est un personnage de fiction créé par Gustave Flaubert dans son roman Madame Bovary, paru en 1857. Homais vit à Yonville, en Normandie. Apothicaire de son état, ou plutôt « pharmacien » comme il l'indique en lettres d'or à la devanture de son officine, Homais joue un rôle négatif auprès d'Emma Bovary et des autres personnages, mais surtout il se caractérise par sa vanité sociale et ses prétentions scientifiques qui font de lui un archétype étudié par les spécialistes de la littérature.

## Description
Monsieur Homais n'apparaît pas dans la première partie du roman, puis, une fois mis en scène par Flaubert, il acquiert de plus en plus d'importance à mesure que se déroule l'intrigue. Petit bourgeois ambitieux, Homais incarne à la fois la sottise prétentieuse et l'opportunisme nuisible. 
Athée convaincu, anticlérical passionné jusqu'au ridicule, le pharmacien se proclame disciple de Voltaire tout en professant une confiance aveugle envers la science alors qu'il ne la connaît pas, ce qui fait de lui un adepte du scientisme dont les superstitions s'apparentent souvent à des improvisations pseudoscientifiques. Comme le terme d'« apothicaire », encore en vigueur à son époque, ne lui semble pas assez prestigieux, Homais préfère celui de « pharmacien », plus moderne mais surtout plus scientifique et plus bourgeois, sans pour cela « faire son deuil de l’aura un rien magique qui revêtait le titre d’apothicaire ». Il se fait passer pour un savant, auteur d'ouvrages remarqués par les spécialistes, alors qu'il n'a guère publié qu'un « fort fascicule » de 72 pages sur la fabrication du cidre, qu'il appelle « pomologie ». Son officine devient dans sa bouche un « laboratoire » où il déclare exercer le métier de « chimiste », capable de maîtriser de nombreux domaines, dont l'agriculture, et il se fait un honneur pédant d'employer des termes techniques pour désigner les maladies les plus banales, tout comme il émaille ses discours de citations latines jusqu'à sombrer dans le ridicule. C'est sur ses indications faussement médicales qu'a lieu la désastreuse opération du pied bot d'Hippolyte, le garçon d'écurie, par Charles Bovary.

## Adaptations à l'écran
Dans les adaptations de Madame Bovary au cinéma, le rôle d'Homais a été interprété par Max Dearly (1933), Alexander Engel (1937), Gene Lockhart (1949), Jean Yanne (1991) et Paul Giamatti (2014). En 1974, dans l'adaptation télévisée due à Pierre Cardinal, le rôle était tenu par Marcel Cuvelier.

## Postérité littéraire
Dans le premier chapitre de son unique roman, Madame Homais, Sylvère Monod s'appuie sur la dernière phrase de Madame Bovary, où Homais « vient de recevoir la croix d'honneur », pour décrire les préparatifs de « l'apothéose d'un apothicaire », c'est-à-dire l'anticipation de la cérémonie qui va avoir lieu.
Pour Shoshana-Rose Marzel  et Philippe Muray, Monsieur Homais incarne bien plus qu'un personnage voltairien scientiste : le pharmacien est aussi un archétype du bourgeois anticlérical et puritain vu sous tous ses aspects, y compris sexuels. Il annonce une sexualité médicalisée et moderne en rupture avec la représentation qu'en donne la tradition catholique. C'est au nom d'un progressisme universaliste qu'il défend le culte du plaisir. Non seulement il utilise les dernières inventions pour pimenter sa sexualité (il est question par exemple de « chaînes hydro-électriques Pulvermache » pour stimuler ses performances), mais il veut exercer un contrôle total de la vie sous toutes ses formes.